# Kozłowo (powiat piski)
Kozłowo (niem. Koslowen)) – uroczysko, dawna miejscowość w Polsce położona w województwie warmińsko-mazurskim, w powiecie piskim, w gminie Biała Piska.
Wieś powstała w ramach kolonizacji Wielkiej Puszczy w komturstwie piskim. Wcześniej był to obszar Galindii. Wieś ziemiańska, dobra służebne w posiadaniu drobnego rycerstwa (tak zwani wolni, ziemianie w języku staropolskim), z obowiązkiem służby rycerskiej (zbrojnej).
Osada powstała po 1454 r. Kozłowo lokowane było w 1480 pod nazwą Kozłowskie, na 7 łanach na prawie magdeburskim z obowiązkiem połowy służby zbrojnej. W XV i XVI w. wieś wymieniana w dokumentach pod nazwami: Kozłowskie, Koβloffsken, Koβlowen. Wieś należała do parafii w Drygałach.
W 1561 r. Jerzy von Hohendorf starosta piski nadał karczmarzowi z Kozłowa - Jędrzejowi Szladze – miejsce na karczmę wraz z 1,5 łanu gruntów ornych i połowa łanu łąk położonych w Kozłowie. W wyniki tego nadania powstała osada Szlaga – dzisiejsze Bemowo Piskie.

## Obecnie
Na mapie miejscowości z 1928 roku, około 10 budynków w gęstej zabudowie (osada). Obecnie w tym miejscu jest las.